# Anna Cornelia Wijnandts-Louis
Anna Cornelia Wijnandts-Louis (Maastricht, 15 september 1882 – Maastricht, 23 december 1957) was het eerste vrouwelijke raadslid in de gemeente Maastricht en het eerste volgens actief vrouwelijk kiesrecht gekozen vrouwelijke raadslid in Nederland. Vijfentwintig jaar lang, van 1920 tot 1949 (met een onderbreking in de oorlogsjaren), vertegenwoordigde zij in de raad de Sociaal-Democratische Arbeiderspartij, de SDAP en verdedigde, nadat deze partij na de oorlog was opgegaan in de Partij van de Arbeid, de standpunten van de PvdA. Van mei 1920 tot 1927  zou zij ook de enige vrouw blijven in de 31 leden tellende, door mannen gedomineerde Maastrichtse gemeenteraad.

## Biografie
Anna Cornelia Louis werd in 1882 te Maastricht geboren in het gezin van Nicolaas Louis (1845-1907) en Helena Godding (1847-1907). Zij was de vijfde van tien kinderen, die echter niet allen de volwassen leeftijd zouden bereiken. Vader Louis was glasslijper bij de C.V. Petrus Regout en Co., vanaf 1898 De Sphinx geheten. Als glasslijper behorend tot het puikje van de kristalindustrie, bewoonde hij een eengezinswoning in het Quartier Amélie, op nr. 59. In 1897 werd hij ontslagen, mogelijk vanwege betrokkenheid bij de oprichting in 1895 van de glasblazersvereniging 'De Verbroedering' en de eind dat jaar volgende, eerste succesvolle glasslijpers-werkstaking bij de ondernemersfamilie Regout. 
Omdat de huizen in het Quartier Amélie eigendom waren van de fabriek, kwam Nicolaas Louis met vrouw en kinderen op straat te staan. Het gezin verhuisde naar Leerdam, die andere Nederlandse stad met een belangrijke glasindustrie, waar Louis werk vond. Anna werkte daar als veertien- of vijftienjarige eveneens bij de glasfabriek. Ze maakte er kennis met haar latere, vier jaar oudere echtgenoot, Johannes Baptist Wijnandts (1878-1941), (uitspraak: Wienandts), net zoals haar vader een glasslijper van Maastrichtse komaf. Anna Louis heeft met een politiek geëngageerde vader als jong meisje ongetwijfeld veel meegekregen van de ontluikende arbeidersbeweging in Maastricht en elders. Aangenomen mag worden dat ook haar echtgenoot sympathiek stond tegenover de emancipatie van de (socialistische) arbeider. Ze trouwden in 1906 en gingen na het overlijden van Anna's ouders in 1907 terug naar Maastricht. Het echtpaar kreeg vier kinderen, een dochter en drie zonen. Wijnandts overleed 63 jaar oud in 1941, Anna Louis in 1957, op 75-jarige leeftijd. 

## Politieke carrière

### Kiesrecht voor vrouwen
Een normale baan kon Anna als gehuwde vrouw in Maastricht niet meer krijgen. Ze werd lid van de in 1894 in Maastricht opgerichte afdeling van de Sociaal-Democratische Arbeiderspartij. In 1909 werd zij tevens lid en waarschijnlijk medeoprichtster van de plaatselijke afdeling van de Vrouwen-Propaganda-Club van de SDAP, die onder meer het kiesrecht voor vrouwen propageerde. Ze woonde in de Maastrichter Grachtstraat aan de rand van het oostelijk Boschstraatkwartier en vervolgens in de Raamstraat, in het hart van de wijk. Zij bezocht er tal van behoeftige arbeidersgezinnen en raakte zo meer en meer overtuigd van het belang om voor hen op te komen in politieke kringen. 
Toen in 1920 Maastricht grote delen van de omringende gemeenten mocht annexeren, moesten er vanwege de herindeling daar en in Maastricht nieuwe gemeenteraadsverkiezingen worden uitgeschreven. Het waren de eerste gemeenteraadsverkiezingen in Nederland na de uitbreiding in 1919 van het actief kiesrecht tot vrouwen (circa 52 procent van de bevolking).  De eerste vrouw die in Nederland volgens actief kiesrecht haar stem mocht uitbrengen, was op zaterdag 15 mei 1920 Maria Elisabeth (Elise) Spauwen-Schrijnemaekers (1876-1941), de 44-jarige echtgenote van de toenmalige burgemeester van de gemeente Gronsveld, Arnoldus Hubertus Spauwen.
In Maastricht werd de 37-jarige Anna Wijnandts-Louis door de plaatselijke SDAP-fractie naar voren geschoven; zij stond als derde op de kieslijst. Met zes mannelijke collega's werd zij in 1920 gekozen in de nieuwe Maastrichtse gemeenteraad. Ze was niet de eerste vrouw in de politiek in Nederland. Via passief vrouwelijk kiesrecht waren reeds eerder vrouwen (door mannen) gekozen in zowel de Tweede Kamer, als in gemeenteraden. De bekendste exponent is wel Suze Groeneweg, in 1918 via passief vrouwelijk kiesrecht als eerste vrouw in de Tweede Kamer gekozen voor de SDAP.

### Eerste met algemeen (m/v) actief kiesrecht gekozen vrouwelijk raadslid in Nederland
Anna Wijnandts-Louis was niet alleen voor Maastricht een witte raaf. Ze was ook het eerste vrouwelijke gemeenteraadslid in Nederland dat volgens algemeen actief kiesrecht werd gekozen. Minder bekend is, dat zich in Maastricht tegelijk met haar nog vier vrouwen kandidaat hebben gesteld. De sociaaldemocraten hadden nog een tweede vrouw achter de hand, nl. mevr. M. Tonnard-Pleumeekers. De katholieken kwamen met de ongehuwde dames C.M.L. (Leonie) Roebroeck (1886-1927), secretaresse bij de Voogdijraad, en mej. A.M.A. Doudart de la Grée. De vrijzinnig democraten droegen mejuffrouw Louisa Pieternella Geertruida Spoor (1890-1977) voor. Behalve Anna Wijnandts-Louis werd ook mej. Roebroeck verkozen. Mevr. Tonnard-Pleumeekers, mej. Doudart de la Grée en mej. Spoor haalden de kiesdrempel niet. In september kwam mej. Spoor alsnog in de Raad, ter vervanging van de heer Kobben, die was overleden. De Zuid-Limburger juichte: nu hadden alle drie fracties in de gemeenteraad (de katholieken, Vrijzinnig Democraten en Sociaal-Democraten) een vrouw in hun midden. De vreugde was van korte duur. Na twee maanden trok juffrouw Spoor zich al weer terug, omdat zij inzag dat zij haar drukke bestaan als procuratiehouder bij de NV Tabaksindustrie, v/h Gebr. Philips, aan de Tongerseweg, niet met de politiek kon combineren. Juffrouw Roebroeck verloofde zich kort na haar verkiezing en moest daarom een carrière in de politiek opgeven. Ze werd nog wel ingezworen, maar moest vervolgens vanwege de toen in katholieke kringen geldende normen haar baan en potentiële politieke carrière opgeven.

### Eerste vrouw in de Maastrichtse gemeenteraad

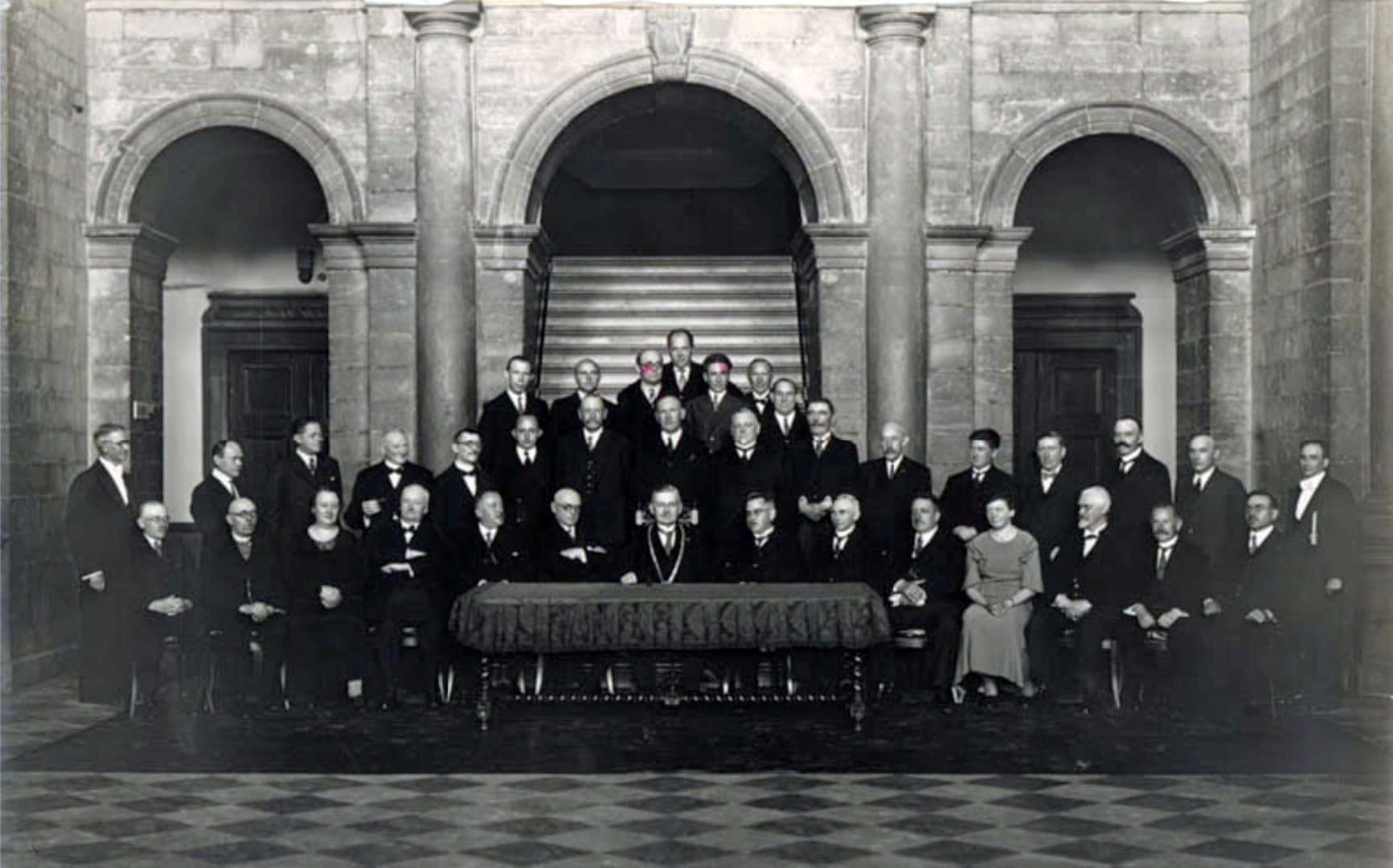
De Maastrichtse gemeenteraad in 1935. Zittend 3e van links: Anna Wijnandts-Louis; 4e van rechts: mej. Doppler. Foto genomen in de centrale hal ("Plein") van het Stadhuis van Maastricht bij gelegenheid van het zilveren ambtsjubileum van burgemeester Leopold van Oppen (zittend midden)

Binnen de Maastrichtse raad had het eerste vrouwelijke raadslid het aanvankelijk niet gemakkelijk. Weliswaar hoefde zij zich met zes socialistische collega's niet eenzaam te voelen, maar de raad zou nog tot ver na de Tweede Wereldoorlog een bolwerk blijven van katholieke heren uit merendeels de gegoede tot zeer gegoede stand. De meesten van hen hadden in tegenstelling tot de uit de arbeidersstand voortkomende SDAP-ers na hun twaalfde jaar een vervolgopleiding genoten en daarna gestudeerd. Onder hen waren er tevens niet weinigen die van mening waren, dat vrouwen niet in de politiek thuis hoorden, maar aan het aanrecht en bij de kinderen. Gehuwde vrouwen werden bovendien niet geacht werk te hebben, want dan stootten zij de man - de traditionele kostwinner - door de (gedwongen geaccepteerde) lagere lonen voor vrouwen het brood uit de mond. In socialistische kringen dacht men daar anders over en dat maakte het leven niet eenvoudiger.
Anna Wijnandts-Louis wist zich uiteindelijk een plaats te verwerven binnen de raad, al duurde het even. Sommige 'heren' in de raad negeerden haar: een vrouw als raadslid, een gehuwde vrouw zelfs, van katholieke origine en dan ook nog een 'rooie' socialiste. Wanneer zij een vraag stelde, weigerden zij haar te antwoorden. De vraag moest dan opnieuw gesteld worden door een van haar mannelijke partijgenoten, die dan wel een reactie kreeg. Wanneer zijzelf antwoordde op een vraag aan de socialistische fractie, werd dat genegeerd. Ook dan moest een van de mannelijke SDAP-ers het antwoord in andere bewoordingen herhalen. Het pleit voor haar karakter, dat ze zich er niet door liet intimideren of beïnvloeden. Eerst in 1927 kreeg zij - tot 1939 - vrouwelijk gezelschap in de raad met de verkiezing voor de RK Staatspartij van mejuffrouw Doppler (1887-1955), een ongehuwde modiste waarmee zij ook politiek gezien niets gemeen had, tenzij haar sekse.  
Anna Wijnandts-Louis was raadslid van 4 augustus 1920 tot september 1941. Toen moest de democratisch gekozen raad tot 1945 wijken voor - eerst - de Duitse bezetter, en vanaf de bevrijding van Maastricht op 13 en 14 september 1944 voor het Militair Gezag. Van augustus 1945 tot de verkiezingen van 1946 maakte zij deel uit van de indirect gekozen tijdelijke raad. In 1946 ging de SDAP bij de verkiezingen op in de nieuwe Partij van de Arbeid. Zij zou voor die partij nog tot midden 1949 deel uitmaken van de raad. 
Gezien over alle zittingsperioden van de raad was Anna Wijnandts-Louis permanent lid van drie raadscommissies, namelijk die voor volkshygiëne, marktwezen en armwezen. Daarnaast maakte zij deel uit van de gemeentelijke Commissie tot wering van schoolverzuim (1934-1937). Bijzondere aandacht had zij voor de positie van de gehuwde werkende vrouw, die in het overwegend katholieke Maastricht tot ruim na de Tweede Wereldoorlog in een moeilijk parket zat. Haar optreden in de raad werd over het algemeen gekenmerkt door zakelijkheid en volharding. Ze bleek steeds goed geïnformeerd, was niet - zoals veel van haar mannelijke collega's - breedsprakig en liet zich nooit verleiden tot persoonlijke aanvallen. Als het al eens wat scherp werd, wist zij met humor de situatie te redden.

## Straatnaam, gedenkteken, graf

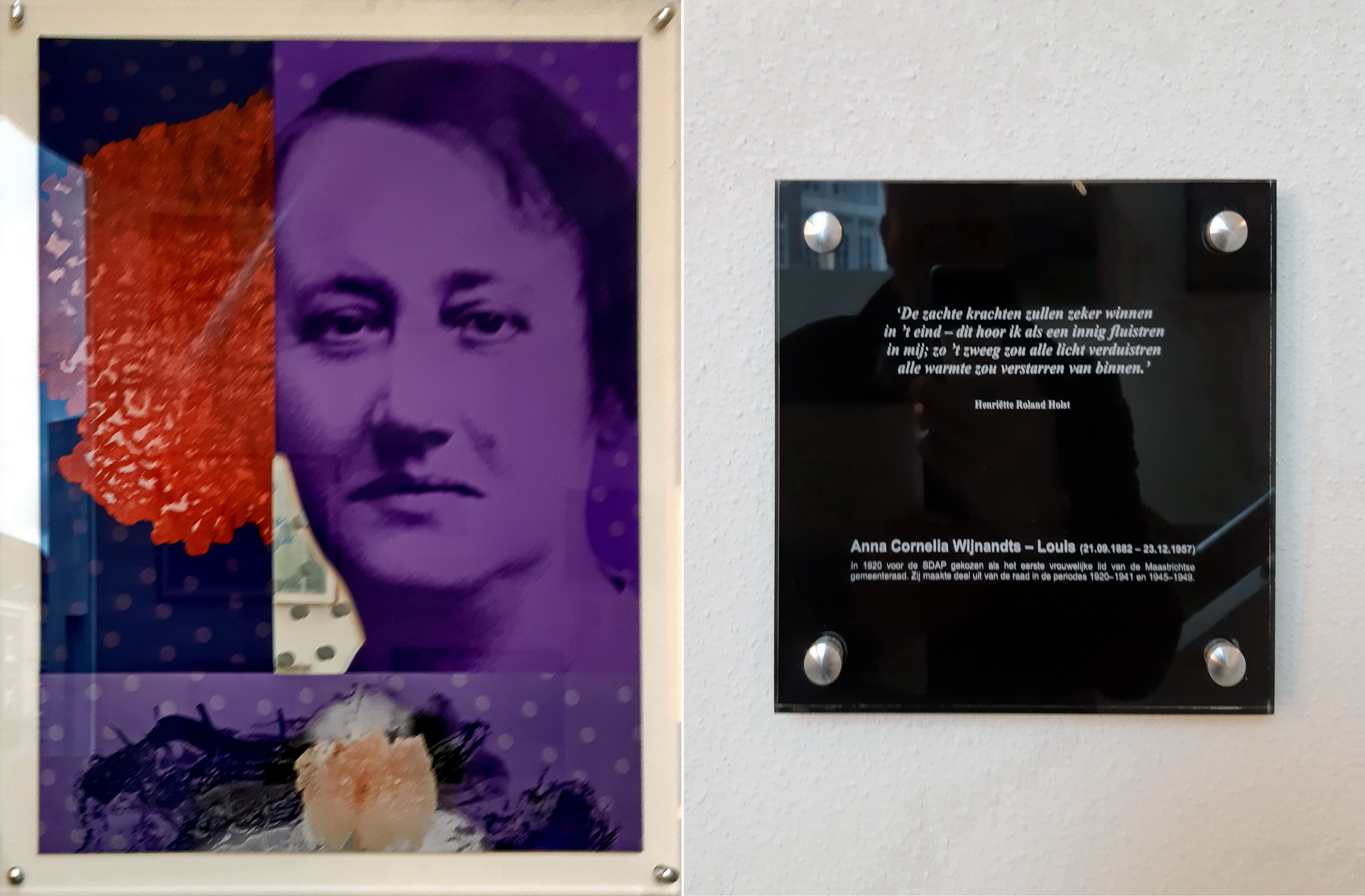
Plaquette in het Stadhuis van Maastricht. Het gedicht is van Henriette Roland Holst

In de naoorlogse Maastrichtse politiek is Anna Cornelia Wijnandts-Louis lange tijd vergeten, zo niet doodgezwegen. De Limburgse pers besteedde in 1949 geen aandacht aan haar afscheid na langdurig raadslidmaatschap, zoals zij ook de socialistische standpunten steeds doodzweeg. Alleen Het Vrije Volk besteedde daar in een interview aandacht aan. Ook haar overlijden in december 1957 ging zonder enige ruchtbaarheid in de plaatselijke pers voorbij. Het gevolg is geweest dat in de afgelopen veertig jaar, toen de aandacht voor vrouwengeschiedenis sterk toenam, Anna Wijnandts-Louis ontsnapte aan de aandacht van veel onderzoekers. En ofschoon dat in beperkte kring is onderkend, is in Maastricht nog altijd geen straat naar haar vernoemd. Dat is vreemd, omdat andere socialistische bestuurders, zoals Willem Vliegen en Reinier Nafzger, wel een straat kregen. In 1986, 2005 en nog heel recent hebben historici haar leven opgediept uit de mist der geschiedenis, maar de stad heeft anno 2019 nog altijd geen Anna Wijnandts-Louisstraat.
Wel is in 2007 op initiatief van Catharina Eijs (burger-niet raadslid D66) en Clémence Feij-Thewissen (Groen Links), met steun van de Stichting Kenniscentrum voor Emancipatie te Maastricht, een plaquette opgehangen in het trappenhuis van het Raadhuis, gemaakt door de Maastrichtse grafisch kunstenaar Jos Keulen. Een ieder die nu een raadsvergadering wil bijwonen, wordt daar willens nillens geconfronteerd met het portret van het eerste vrouwelijke raadslid van de stad, een sterke vrouw die het 25 jaar vrijwel in haar eentje binnen een mannenbolwerk wist vol te houden.
Anna Cornelia Wijnandts-Louis werd bijgezet in het graf van haar echtgenoot op de Algemene Begraafplaats aan de Tongerseweg in Maastricht. Het graf dreigde in december 2017 geruimd te worden, maar na interventie van de plaatselijke PvdA-fractie is dit voornemen teruggedraaid.